# Barbara Walendowska
Barbara Walendowska (ur. 27 czerwca 1939 r. w Jarocinie, zm. 3 maja 2006 r. w Poznaniu) – etnolog, etnoreligioznawca, badaczka kultury antylskiej.

## Życiorys
Przyszła na świat w zamożnej rodzinie kupieckiej o patriotycznych tradycjach, jako córka Stanisława i Zofii z d. Hausmann. W 1957 r. ukończyła Liceum Ogólnokształcące im. Tadeusza Kościuszki w Jarocinie i zdała maturę. Zaraz po maturze bez powodzenia starała się o przyjęcie na Wydział Prawa na Uniwersytecie im. Adama Mickiewicza w Poznaniu. Rok później ponownie zdawała na Uniwersytet, tym razem na etnografię, i w październiku 1958 r. została studentką Katedry Etnografii Uniwersytetu im. Adama Mickiewicza w Poznaniu (przemianowanej później na Instytut Etnologii i Antropologii Kulturowej), którą kierował wówczas prof. Józef Burszta. Podjęła również równoległe studia na archeologii (jednak nie skończone), brała m.in. udział w wykopaliskach w Gieczu k. Środy Wielkopolskiej. Studia na etnografii ukończyła w 1963 r., podejmując pracę naukową i dydaktyczną w Katedrze Etnografii Uniwersytetu im. Adama Mickiewicza.
W 1964 r. wyszła za mąż za Bogusława Zapędowskiego (1940-1997), archeologa i historyka. W 1967 r. urodził się ich syn, Michał. W 1974 r. Walendowska się rozwiodła.
Do 1980 r. Barbara Walendowska należała do PZPR, później wstąpiła do NSZZ „Solidarność”.
Pogarszający się systematycznie stan zdrowia przeszkodził w realizacji wielu ambitnych planów naukowych - w 1987 r. Barbara Walendowska przeszła na rentę, kończąc pracę na uczelni i działalność naukową. Zmarła 3 maja 2006 r. w Poznaniu. Została pochowana na cmentarzu na Miłostowie.

## Studia i działalność naukowa
W Katedrze Etnografii UAM Walendowska studiowała pod kierunkiem prof. Marii Frankowskiej, zajmującej się problematyką tzw. etnografii powszechnej, czyli studiami nad tradycyjnymi społecznościami i kulturami obszarów pozaeuropejskich. Pod jej opieką Walendowska napisała pracę magisterską, poświęconą problemowi pigmejskiemu w literaturze etnograficznej. Obroniona w 1963 r. dysertacja, będąca znakomitym opracowaniem dotyczącym teorii badaczy XIX i XX wieku na temat ludów niskorosłych, w szczególności Pigmejów afrykańskich, została bardzo wysoko oceniona przez recenzentów. W 1965 r. uzupełniona i poszerzona wersja pracy została wydana jako monografia pt.: Problem Pigmejów afrykańskich w literaturze etnograficznej XIX i XX wieku.
Zatrudniona po studiach w poznańskiej Katedrze Etnografii, w kierowanym przez prof. Marię Frankowską Zakładzie Etnografii Powszechnej, Barbara Walendowska zmieniła obszar zainteresowań badawczych, poświęcając się problematyce Wysp Antylskich. Wiązało się to z dążeniem kierownik zakładu, prof. Frankowskiej, do stworzenia w Poznaniu silnego ośrodka badań amerykanistycznych. Barbara Walendowska zajęła się afrokaraibskimi religiami synkretycznymi, ukształtowanymi wśród ludności niewolniczej w wyniku przeniesienia elementów wierzeń afrykańskich na grunt katolicyzmu obecnego w koloniach hiszpańskich i francuskich. Badania te wpisywały się w szerszy nurt zainteresowań naukowych poznańskiego ośrodka, dotyczących przeobrażeń wierzeń tubylczych w wyniku podboju, kolonizacji i chrystianizacji.
Z uwagi na to, że czasy nie sprzyjały wyjazdom terenowym na obszary pozaeuropejskie, badania Walendowskiej były oparte głównie na źródłach i publikacjach, analizowanych w perspektywie etnoreligioznawczej i etnohistorycznej. Efektem była napisana pod kierunkiem prof. Marii Frankowskiej praca doktorska: Elementy afrykańskie w religiach synkretycznych Antyli na przykładzie haitańskiego kultu "Vodu", obroniona w 1971 r. na Wydziale Filozoficzno-Historycznym Uniwersytetu im. Adama Mickiewicza. Rozprawa ta była pierwszym w polskiej literaturze naukowej opracowaniem dotyczącym tej problematyki, została wysoko oceniona przez recenzentów, a w 1973 r. wyróżniona Nagrodą Polskiego Komitetu Solidarności z Narodami Azji i Afryki. W 1978 r. ukazała się drukiem zmieniona wersja tej pracy, zatytułowana Afrochrześcijańskie religie Antyli.
Barbara Walendowska była zaangażowana w działania kierowanej przez prof. Marię Frankowską grupy amerykanistów, współpracowała z poznańską Pracownią Etnologiczną IHKM PAN oraz uczestniczyła w organizacji Ogólnopolskich Seminariów Amerykanistycznych. Była też członkiem Polskiego Towarzystwa Studiów Latynoamerykanistycznych, Komisji Amerykanistycznej i Komisji Etnologii Religioznawczej przy Komitecie Nauk Etnologicznych PAN. W latach 1963–1990 należała do oddziału poznańskiego Polskiego Towarzystwa Ludoznawczego, od 1966 r. była członkiem zarządu Sekcji Amerykanistycznej PTL, zorganizowanej i kierowanej przez prof. Marię Frankowską.
W swej pracy naukowej podjęła także próbę krytycznego opracowania dziejów wątków religioznawczych w teoriach etnologicznych XIX i XX wieku. W pierwotnym zamyśle miał to być przedmiot rozprawy habilitacyjnej, jednak plany te pokrzyżowały problemy zdrowotne. W efekcie powstało jedynie kilka przeglądowych haseł (animizm, fetyszyzm, manaizm, totemizm, sacrum/profanum, eskapizm, ofiara), zamieszczonych w Słowniku etnologicznym pod redakcją Zofii Staszczak.
W latach 80. Barbara Walendowska uczestniczyła w realizowanych w Instytucie Etnologii i Antropologii Kulturowej UAM międzyresortowych programach badawczych oraz pierwszych programach europejskich (program "Cult"), kontynuując problematykę etnoreligioznawczą. Tym razem podjęła jednak badania rodzimych obszarów, zajmując się przemianami religijności i obyczajowości rodzinnej mieszkańców polskiej wsi.

## Działalność dydaktyczna
Jako wykładowca akademicki Barbara Walendowska prowadziła różnorodne zajęcia zarówno dla studentów etnologii, jak i dyscyplin pokrewnych: archeologii, socjologii, historii. Wykładała przedmioty takie jak: etnografia społeczeństw plemiennych czy etnoreligioznawstwo, a także metodyka badań terenowych i etnografia Polski. Z uwagi na zdolności plastyczne prowadziła zajęcia z rysunku i pomiaru etnograficznego, ucząc studentów graficznego dokumentowania artefaktów znajdowanych w terenie. Uczestniczyła jako instruktorka w organizowanych przez Katedrę Etnografii Uniwersytetu Warszawskiego Międzyuczelnianych Obozach Etnograficznych. Wiele czasu poświęcała też studentom jako opiekunka kolejnych roczników. Jej zaangażowanie dydaktyczne zostało docenione: w 1979 r. otrzymała Nagrodę Ministerstwa Nauki, Szkolnictwa Wyższego i Techniki, a w 1980 r. Nagrodę Rektora UAM.

## Książki i artykuły
- Problem Pigmejów afrykańskich w literaturze etnograficznej XIX i XX wieku, Poznań 1965.
- El jefe sacral y su papel social en la religión de las Antillas, Ethnologia Polona 1967, vol. 2.
- Wspólne elementy w religiach synkretycznych Antyli, Etnografia Polska 1972, t. 16, z. 2.
- Afrochrześcijańskie religie Antyli, Poznań 1978.
- Haitański kult vodu. Proces krystalizacji systemu wierzeniowego, Etnografia Polska 1979, t. 23, z. 1.
- Przemiany religijności rodzin wiejskich, Zeszyty Naukowe PAX, 1981, t. 2.
- Religion and Rural Community. Research on the Contemporary Folk Catholicism in Poland, Ethnologia Polona 1982, vol. 8.
- Przywódca sakralny i jego rola w synkretycznych religiach antylskich, [w:] M. Paradowska (red.), Trzeci Świat w polskich badaniach etnograficznych, Warszawa 1987.